# Fórmula de Falconer
La heredabilidad es la proporción de variación causada por factores genéticos y ambientales de un rasgo específico en la población. La fórmula de Falconer es una fórmula matemática que se utiliza en estudios de gemelos para estimar la contribución relativa de la genética frente al medio ambiente a la variación en un rasgo particular (es decir, la heredabilidad del rasgo) basándose en la diferencia entre las correlaciones de gemelos. Los modelos estadísticos de heredabilidad comúnmente incluyen un error que absorberá la variación fenotípica que no puede ser descrita por la genética cuando se analiza. Se trata de influencias únicas específicas del sujeto en un rasgo.  La fórmula de Falconer fue propuesta por primera vez por el genetista escocés Douglas Falconer.
La fórmula es
H b 2 = 2 (r mz - r dz )
donde H b 2 es la heredabilidad en sentido amplio, r mz es la correlación de gemelos idénticos (monocigóticos, MZ) y r dz es la correlación de gemelos fraternos (dicigóticos, DZ). La fórmula de Falconer asume la contribución igual de factores ambientales en pares MZ y pares DZ. Por tanto, la correlación fenotípica adicional entre los dos pares se debe a factores genéticos. Restar la correlación de los pares DZ de los pares MZ produce la variación en los fenotipos contribuidos por factores genéticos. La correlación de gemelos MZ del mismo sexo es siempre más alta que la correlación de gemelos DZ con varios sexos y, por lo tanto, todas las diferencias de género se evalúan como heredables. Para evitar este error, solo son válidos los estudios genéticos que comparan gemelos MZ con gemelos DZ del mismo sexo. Las correlaciones entre A = h b 2 (genética aditiva) y C (entorno común) deben incluirse en la derivación que se muestra a continuación.
r mz = A + C + 2 Corr ( A, C )
r dz = ½ A + C + 2 Corr (½ A, C )